# Redland Bay (förort)
Redland Bay är en förort till Brisbane i Australien. Den ligger i kommunen Redland och delstaten Queensland, omkring 31 kilometer sydost om centrala Brisbane. Antalet invånare är 1 141.